# ハイイロウミツバメ
ハイイロウミツバメ（灰色海燕、学名：Hydrobates furcatus）は、ミズナギドリ目ウミツバメ科に分類される鳥類の一種である。

## 分布
千島列島、カムチャツカ半島、アリューシャン列島、アラスカ、カナダ、アメリカ西海岸北部の島嶼で繁殖する。繁殖地周辺の北太平洋の亜寒帯地域に周年生息するが、冬季にはやや南下する個体もある。
日本では繁殖は確認されていないが、本州北部から北海道の太平洋側の沖合いでほぼ周年観察される。冬季に沿岸に迷行してくる個体もある。

## 形態
全長約21cm。翼開長は約46cm。体の上面は青灰色で、下面は灰白色である。目の周囲はやや黒みがかっている。翼の上面は灰褐色で、雨覆、次列風切の一部が白くなっており翼帯状に見える。尾は凹形で切れ込みは浅い。嘴と足は黒色。

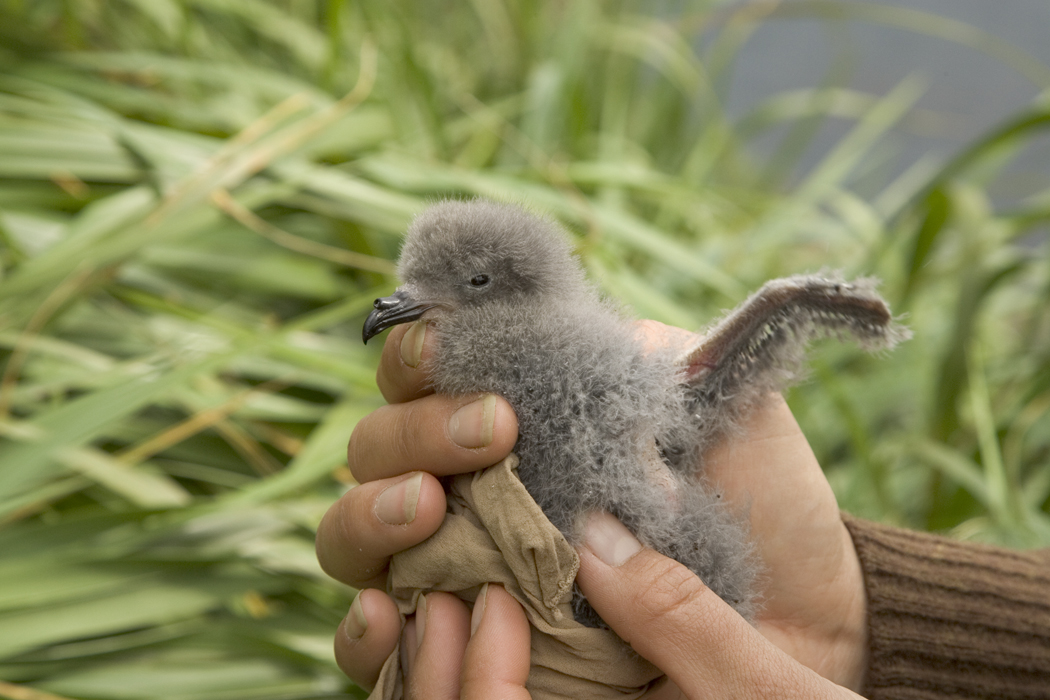
ヒナ

雌雄同色である。

## 分類
本種は以前はウミツバメ属（Oceanodroma）に分類されていたが、近年の研究成果に基づき 現在はオーストンウミツバメ属（Hydrobates）に分類されている。
2亜種が認識されている。
- Hydrobates furcatus furcatus	Gmelin, JF, 1789    ハイイロウミツバメ
- Hydrobates furcatus plumbeus	Peale, 1849

## 生態
非繁殖期は洋上で生活する。
食性は動物食。水面近くを飛びながら、水面のプランクトンや魚類を捕食する。
繁殖形態は卵生。繁殖期は4月の下旬から10月頃で、繁殖地ではコロニーを形成する。岩の隙間や地面に掘った穴に1卵を産む。雌雄交替で抱卵する。